# Bompanero
Bompanero is een stripfiguur in de Vlaamse serie De avonturen van Nero & Co, getekend door Marc Sleen. Al blijft de plotse herkomst van Bompanero een mysterie te zijn, hij beweert wel de enige echte Bompa (Vlaams woord voor opa) van Nero te zijn. Hij is jarig op 30 december 1903, geboren te Borgerhout. Hij is 94 jaar geworden. Volgens het boek 'Kroniek van een dagbladverschijnsel' is Bompa qua uiterlijk gebaseerd op oud-hoofdredacteur van Robbedoes, Yvan Delporte.

## Personage
Dit personage komt pas laat voor in de stripreeks, vanaf album 141 "Bompanero", in de verhalen getekend door Dirk Stallaert.
Bompanero is een 93-jarige grijsaard met een jong hart, want hij laat zich al te graag overal vergezellen door knappe jongedames. Zo is hij in album "Bompanero" al eens vergezeld geweest door Claudia Schiffer. Het is niet voor zijn schone ogen dat ze hem vertroetelen. Want hij blijkt een onmetelijk fortuin te bezitten. Daarom verstopt hij volgens een eeuwenoude traditie al zijn geld in verschillende kousen. 
Verder heeft hij een wandelstok, naar eigen zeggen kan hij zonder wandelstok niet uit de voeten. Ook zit er in de wandelstok een degen verstopt. Hij heeft de wandelstok gekregen van Johnny Rebel.
Hij heeft ook een zéér speciale staf met een zeer uitzonderlijke eigenschap. Wanneer je de staf tegen je hart drukt en je de toverspreuk uit, dan verdwijnt men gedurende vijf minuten vijf tienden uit het gezichtsveld. Zie album "De Staf Van Bompa"
De intussen 94-jarige geworden Bompanero sterft in album "De Dood Van Bompa", waar hij op eind van het verhaal naar de hemel mag gaan.
Later zien we Bompa nog een keer in album "De Zilveren Tranen". Hij kreeg van Sinte-Pieter speciale toestemming om voor enkele dagen weer naar de aarde te komen.